# Kealey Ice Rise
Der Kealey Ice Rise ist eine 60 km lange und 25 km breite Eiskuppel an der Zumberge-Küste des westantarktischen Ellsworthlands. Sie bildet den westlichen Ableger des noch größeren Fowler Ice Rise und ragt unmittelbar nördlich der Verbindung zwischen Talutis Inlet und Carlson Inlet auf der Südwestseite des Filchner-Ronne-Schelfeises auf.
Der United States Geological Survey kartierte sie anhand von Landsataufnahmen aus den Jahren von 1973 bis 1974. Das Advisory Committee on Antarctic Names benannte sie 2004 nach Leutnant Gerald P. Kealey von der United States Navy, Arzt auf der Amundsen-Scott-Südpolstation im Jahr 1971.